# Touroultia
Touroultia – rodzaj chrząszczy z rodziny kózkowatych i podrodziny zgrzypikowych.

## Zasięg występowania
Przedstawiciele tego rodzaju występują w Ameryce Południowej w  Ekwadorze, północnej Brazylii oraz Gujanie Francuskiej.

## Systematyka
Do Touroultia należą 3 gatunki:
- Touroultia lordi
- Touroultia obscurella
- Touroultia swifti